# 1924 en Colombie-Britannique
Chronologie de la Colombie-Britannique
- 1920
- 1921
- 1922
- 1923
- 1924
- 1925
- 1926
- 1927
- 1928

Cette page concerne des événements qui se sont produits durant l'année 1924 dans la province canadienne de Colombie-Britannique.

## Politique
- Premier ministre : John Oliver.
- Chef de l'Opposition :  William John Bowser puis Robert Henry Pooley non officiel[1]
- Lieutenant-gouverneur : Walter Cameron Nichol
- Législature :

## Événements

Anyox Dam

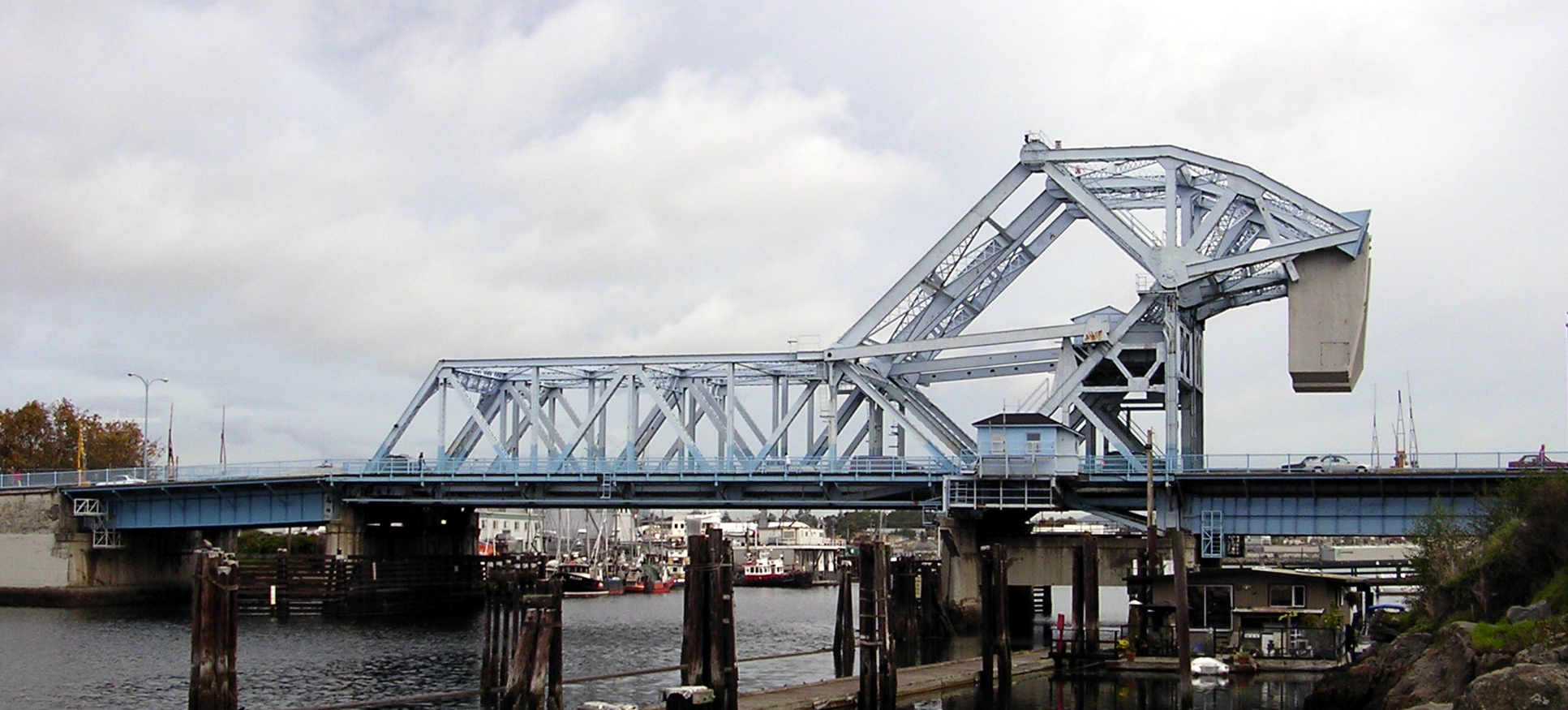
Johnson Stree tBridge.

- L'Association de hockey de la Côte du Pacifique cesse ses activités.
- Mise en service de l' Anyox Dam, barrage à arches multiples en béton destiné à l'agriculture et l'industrie situé à Anyox[2]. Sa longueur était de 208 mètres et sa plus grande hauteur de 42 mètres.
- Achèvement du Johnson Street Bridge, pont rail/route basculant en poutre treillis avec tablier inférieur de 45.11 mètres de longueur reliant  	Esquimalt Road et Johnson Street à Victoria[3].
- 20 juin : élection générale britanno-colombienne. John Oliver (libéral) est réélu Premier ministre de la Colombie-Britannique.

## Naissances

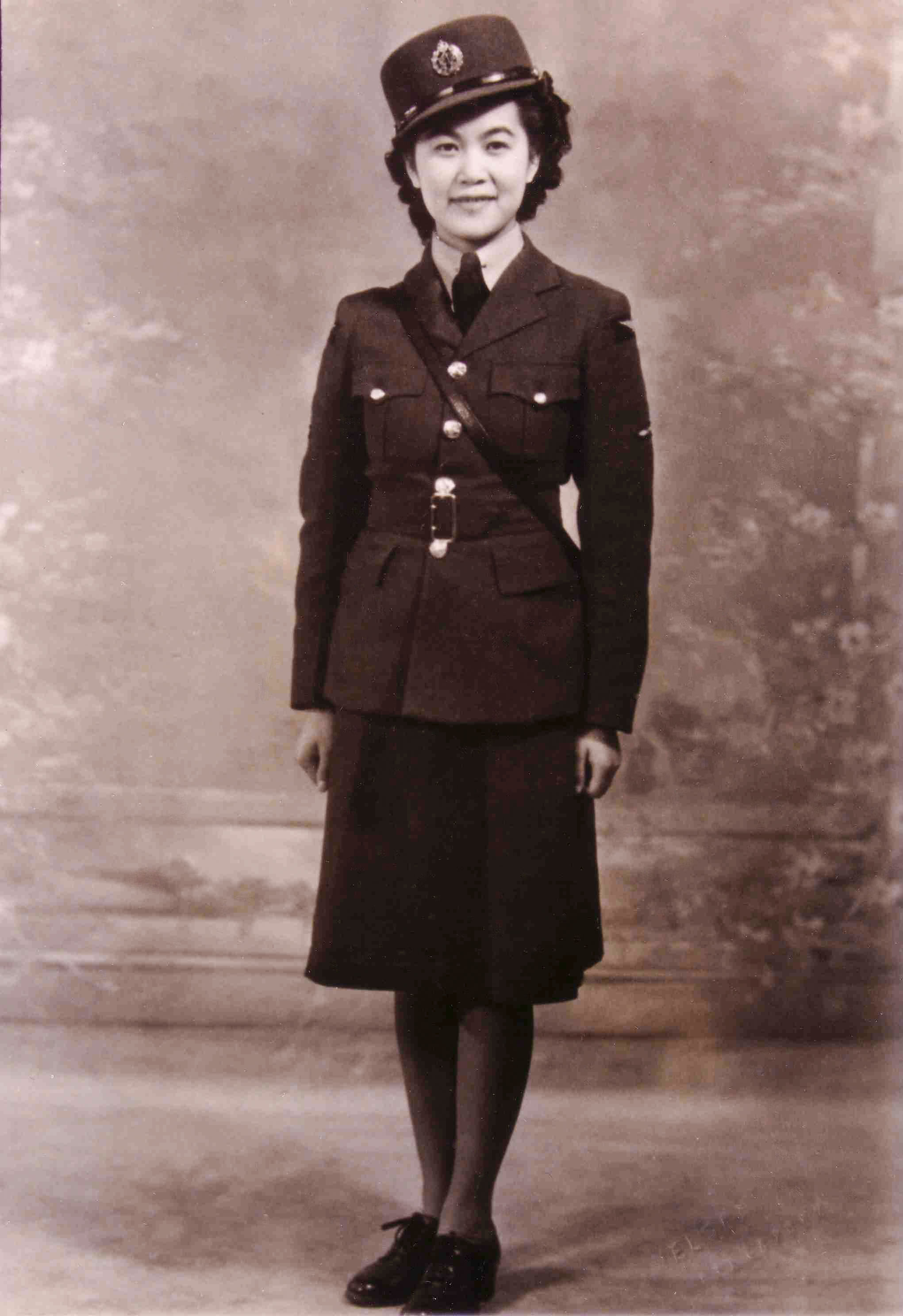
Jean Lee

- 25 février à Victoria : Douglas Jung, CM OBC CD MP (chinois traditionnel : 鄭天華 ; chinois simplifié : 郑天华 ; pinyin : Zhèng Tiānhuá), mort le 4 janvier 2002 à Vancouver, avocat, homme politique, officier militaire et agent secret de la Direction des opérations spéciales[4]. Conservateur, il est le premier membre d'une minorité visible élu au Parlement du Canada, ainsi que le premier membre du Parlement canadien (MP) d'origine chinoise et asiatique à la Chambre des communes du Canada.

- 26 juillet : Jean Suey Zee Lew (née Lee), vétéran canadienne d'origines chinoises ayant participé comme aviatrice durant la Seconde Guerre mondiale.